# 共轭梯度法
共轭梯度法（英語：Conjugate gradient method），是求解系数矩阵为对称正定矩阵的线性方程组的数值解的方法。共轭梯度法是一个迭代方法，它适用于系数矩阵为稀疏矩阵的线性方程组，因为使用像Cholesky分解这样的直接方法求解这些系统所需的计算量太大了。这种方程组在数值求解偏微分方程时很常见。
共轭梯度法也可以用于求解无约束的最優化问题。
双共轭梯度法（英語：BiConjugate gradient method）提供了一种处理非对称矩阵情况的推广。

## 方法的表述
设我们要求解下列线性系统
{\displaystyle Ax=b,}
其中 {\displaystyle n\times n} 矩阵 {\displaystyle A} 是对称的（即 {\displaystyle A^{T}=A}），正定的（即 {\displaystyle \forall {\vec {x}}\neq 0,{\vec {x}}^{T}A{\vec {x}}>0}），并且是实系数的。 将系统的唯一解记作 {\displaystyle x_{*}}。

### 最后算法
经过一些简化，可以得到下列求解 {\displaystyle Ax=b} 的算法，其中 {\displaystyle A} 是实对称正定矩阵。
{\displaystyle {\begin{aligned}&\mathbf {r} _{0}:=\mathbf {b} -\mathbf {Ax} _{0}\\&\mathbf {p} _{0}:=\mathbf {r} _{0}\\&k:=0\\&{\text{repeat}}\\&\qquad \alpha _{k}:={\frac {\mathbf {r} _{k}^{\mathsf {T}}\mathbf {r} _{k}}{\mathbf {p} _{k}^{\mathsf {T}}\mathbf {Ap} _{k}}}\\&\qquad \mathbf {x} _{k+1}:=\mathbf {x} _{k}+\alpha _{k}\mathbf {p} _{k}\\&\qquad \mathbf {r} _{k+1}:=\mathbf {r} _{k}-\alpha _{k}\mathbf {Ap} _{k}\\&\qquad {\hbox{if }}r_{k+1}{\text{ is sufficiently small, then exit loop}}\\&\qquad \beta _{k}:={\frac {\mathbf {r} _{k+1}^{\mathsf {T}}\mathbf {r} _{k+1}}{\mathbf {r} _{k}^{\mathsf {T}}\mathbf {r} _{k}}}\\&\qquad \mathbf {p} _{k+1}:=\mathbf {r} _{k+1}+\beta _{k}\mathbf {p} _{k}\\&\qquad k:=k+1\\&{\text{end repeat}}\\\end{aligned}}}
结果为 {\displaystyle {x}_{k+1}}.

## 相關
- 共轭梯度法的推导
- 非線性共軛梯度法（英语：Nonlinear conjugate gradient method）